# Rathfriland
Rathfriland (Ráth Fraoileann in gaelico irlandese) è un villaggio dell'Irlanda del Nord, situato nella contea di Down.